# Зимницы (Починковский район)
Зимницы — деревня в Починковском районе Смоленской области России. Входит в состав Даньковского сельского поселения. Население — 31 житель (2007 год). 
Расположена в центральной части области в 12 км к юго-западу от Починка, в 10 км западнее автодороги А141 Орёл — Витебск, на берегу реки Сдобенка. В 14 км северо-восточнее деревни расположена железнодорожная станция Починок на линии Смоленск — Рославль.

## История
Деревня отмечена на карте от 1773 года.
Обозначена на Плане Генерального Межевания Смоленской Губернии, выполненном в 1780-1790 годах.
В 1859 году числится как деревня Смоленского уезда Смоленской губернии. Число дворов 27, жителей 340.
Отмечена на топографической карте Шуберта с данными от 1871 года, как деревня с 30 дворами.
На карте РККА 1924-1926 года, как деревня с 71 двором.
В годы Великой Отечественной войны деревня была оккупирована гитлеровскими войсками в июле 1941 года, освобождена в сентябре 1943 года.